# سيموني فونتيكتشيو
سيموني فونتيكتشيو (بالإيطالية: Simone Fontecchio)‏ مواليد 9 ديسمبر 1995 في بسكارا، هو لاعب كرة سلة إيطالي بدأ مسيرته الاحترافية في سنة 2012 يلعب مع فريق فيرتوس بالاكانسترو بولونيا في ليغا باسكيت الدرجة الأولى ويحمل الرقم 13.

## فرق لعب لها
- فيرتوس بالاكانسترو بولونيا

## روابط خارجية
- سيموني فونتيكتشيو على موقع الاتحاد الدولي لكرة السلة (الإنجليزية)
- سيموني فونتيكتشيو على موقع الدوري الأوروبي لكرة السلة (الإنجليزية)
- سيموني فونتيكتشيو على موقع إن بي أي (الإنجليزية)
- سيموني فونتيكتشيو على موقع سبورتس رفرنس (الإنجليزية)
- سيموني فونتيكتشيو على موقع كرة السلة الأوروبية.كوم (الإنجليزية)
- سيموني فونتيكتشيو على موقع DraftExpress.com (الإنجليزية)
- سيموني فونتيكتشيو على موقع إي إس بي إن.كوم (الإنجليزية)
- سيموني فونتيكتشيو على موقع ريلجم (الإنجليزية)
- سيموني فونتيكتشيو على موقع بروبوليرز (الإنجليزية)
- سيموني فونتيكتشيو على موقع سبورتس رفرنس (الإنجليزية)